# 탄다라 카이셰타
탄다라 알베스 카이셰타(포르투갈어: Tandara Alves Caixeta, 1988년 10월 30일 ~ )는 브라질의 배구 선수이다. 2012년 하계 올림픽 여자 배구 결승전에 출전해 미국을 3-1로 꺽고 금메달을 획득했다. 2020년 하계 올림픽 참가 도중 도핑이 적발되어 대한민국과의 준결승 경기를 치르지 못하고 강제 귀국 조치 되었다.

## 수상

### 팀
- 오사스코 
  - 브라질 슈퍼리그
    - 챔피언결정전
      -  우승 (1회) : 2011-12
      -  준우승 (2회) : 2007-08, 2016-17

### 개인
- 2012–13 브라질 슈퍼리그 - 득점상
- 2013–14 브라질 슈퍼리그 - 득점상
- 2013–14 브라질 슈퍼리그 - 서브상
- 2016–17 브라질 슈퍼리그 - 득점상
- 2016–17 브라질 슈퍼리그 - 서브상
- 2017 FIVB 여자배구 그랜드 챔피언스 컵 - 베스트 아포짓 스파이커 상
- 2017–18 브라질 슈퍼리그 - 득점상
- 2017–18 브라질 슈퍼리그 - 베스트 스파이커상
- 2018 FIVB 네이션스 리그 - 베스트 아포짓 스파이커 상
- 2021 FIVB 네이션스 리그 - 베스트 아포짓 스파이커 상